# Hydrogel

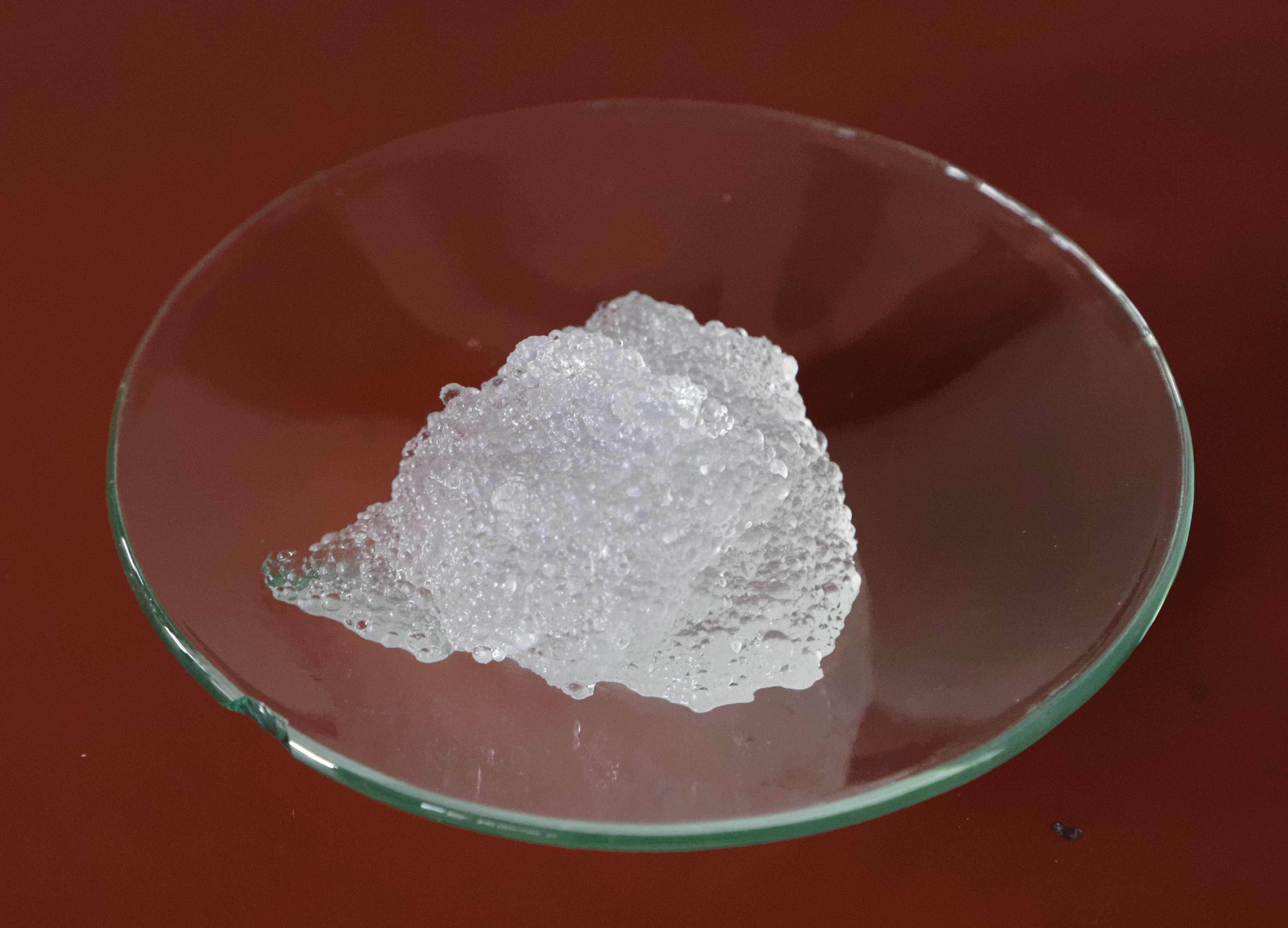
Hydrogel

Een hydrogel is een sol-gel. Het is een superabsorberende gel van natuurlijke of synthetische polymeren. Tot wel 99,5% water in volume wordt tussen het polymeernetwerk van de gel vastgehouden.
Hydrogels worden onder andere gebruikt in:
- wegwerpluiers.
- maandverband.
- contactlenzen (silicoon hydrogel).
- borstimplantaten.
- granules om vocht vast te houden in droge gebieden.
- landbouwgrond voor makkelijk schoon te maken wortels.
- wondverband voor helen van brand- of andere moeilijke helende wonden.
- Speciale typen sportvoeding.

Vaak gebruikte materialen zijn: polyvinylalcohol, natriumpolyacrylaat, acrylaatpolymeren en copolymeren met veel hydrofiele groepen.